# تايلور هندرسون
تايلور هندرسون (بالإنجليزية: Taylor Henderson)‏ هو مغني ومغن مؤلف أسترالي، ولد في 23 مارس 1993.

## وصلات خارجية
- الموقع الرسمي
- تايلور هندرسون على موقع IMDb (الإنجليزية)
- تايلور هندرسون على موقع ميوزك برينز (الإنجليزية)
- تايلور هندرسون على موقع أول ميوزيك (الإنجليزية)
- تايلور هندرسون على موقع ديسكوغز (الإنجليزية)